# Mars Orbiter Mission 2
Mars Orbiter Mission 2 (MOM 2), chiamata anche Mangalyaan 2 ("Veicolo marziano", dal sanscrito: मंगल mangala, "Marte" e यान yāna, "veicolo"), è la seconda missione spaziale indiana interplanetaria per Marte, inizialmente prevista per il 2022, ma con successivo slittamento al 2024, o più probabilmente al 2026.
La missione doveva consistere inizialmente in un orbiter, un lander e un rover ma in un'intervista la ISRO ha dichiarato al The Times of India che la missione sarà solo orbitale. Tuttavia, nel 2024 il piano della missione è stato nuovamente aggiornato e includerà un rover, un drone, una "gru volante" (in inglese sky scrane) e un paracadute supersonico, come la missione della NASA che ha inviato Perseverance e Ingenuity su Marte nel 2021.